# Wylye (rzeka)
Wylye (ang. River Wylye) – rzeka w południowej Anglii, w hrabstwie Wiltshire, dopływ rzeki Nadder.
Źródło rzeki znajduje się na północ od wzgórza White Sheet Hill, na wschód od wsi Kilmington, na wysokości około 150 m n.p.m. Rzeka płynie początkowo w kierunku północno-wschodnim, przepływa przez wsie Kingston Deverill, Monkton Deverill, Brixton Deverill, Longbridge Deverill i Crockerton. W mieście Warminster rzeka skręca na południowy wschód, kierunek ten utrzymuje aż do ujścia, przepływając przez Heytesbury, Upton Lovell, Corton, Boyton, Sherrington, Codford St Peter, Codford St Mary, Stockton, Fisherton de la Mere, Wylye, Steeple Langford, Great Wishford i South Newton. Rzeka uchodzi do Nadder w mieście Wilton, na zachód od Salisbury, na wysokości około 50 m n.p.m.
Nazwa „Wylye” może pochodzić od celtyckiego słowa znaczącego „podstępna”. Od rzeki swoją nazwę wzięła wieś Wylye, a także miasto Wilton